# Нічна тусовка
«Нічна тусовка» (англ. Sleepover) — американська молодіжна комедія 2004 року.

## Зміст
Четверо дівчат закінчили восьмий клас і, смакуючи навчання в старшій школі, вирішують влаштувати невелику нічну вечірку під наглядом мами однієї з подружок. Але потім все переростає в більш веселий захід з втечею з дому, угоном батьківської машини та самовільного подорожі по злачних місцях міста.

## Ролі
| Актор                | Роль        |
| -------------------- | ----------- |
| Алекса Вега          | Джулі       |
| Міка Бурем           | Ханна       |
| Джейн Лінч           | Габби       |
| Сем Хантінгтон       | Рен         |
| Сара Пекстон         | Стейсі      |
| Брі Ларсон           | Ліз         |
| Скаут Тейлор-Комптон | Фарра       |
| Еван Пітерс          | Рассел Хейс |
| Дуглас Сміт          | Грегг       |
| Катя Певек           | -           |

## Знімальна група
- Режисер — Джо Нуссбаум
- Сценарист — Еліза Белл
- Продюсер — Роберт Купер, Чарльз Вайнсто, Карен Ландер